# 登斯比倫

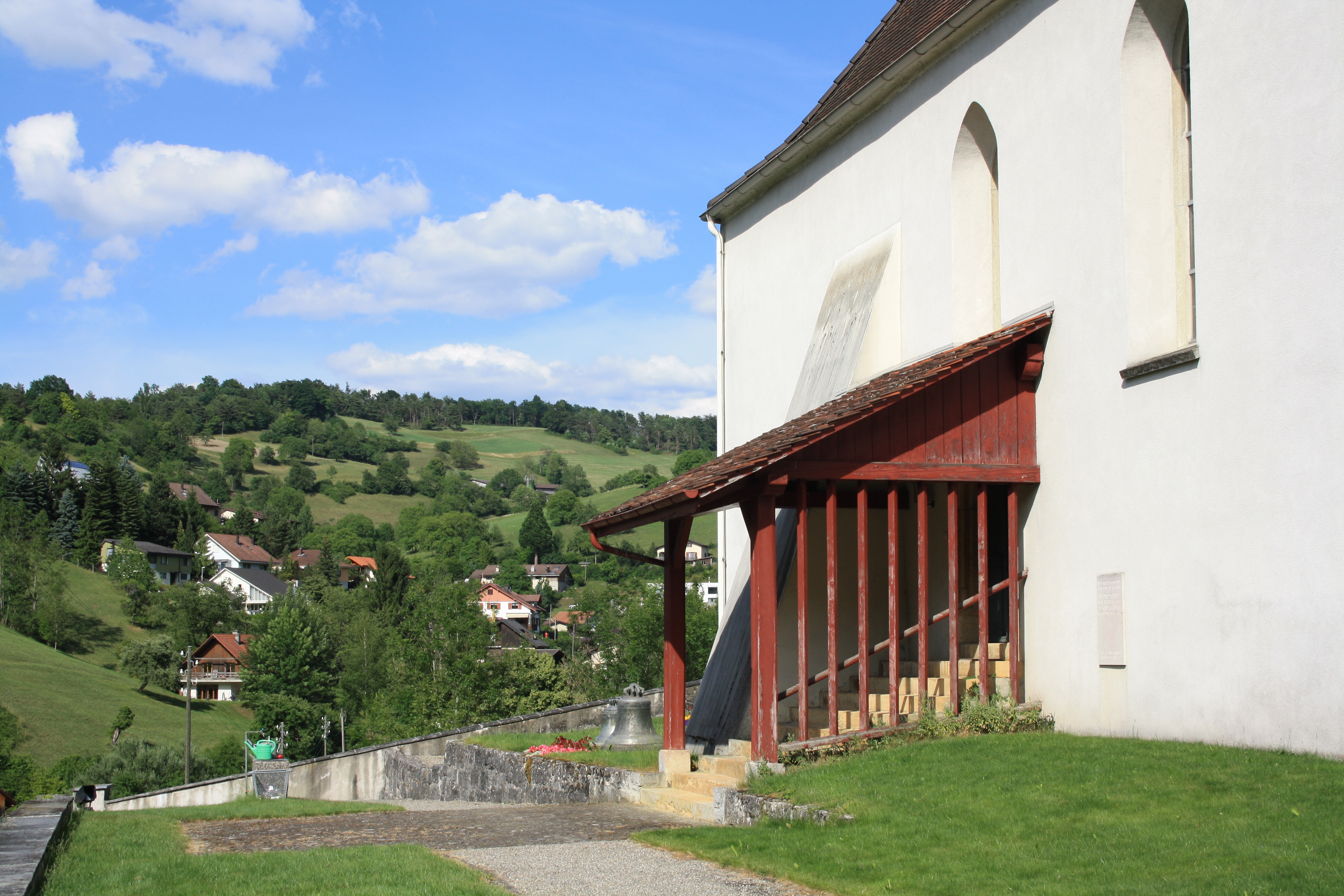

登斯比倫（Densbüren）是瑞士的城鎮，位於該國北部，由阿爾高州負責管轄，面積12.51平方公里，海拔高度481米，2012年人口685，七成人口信奉基督教，人口密度每平方公里55人。

## 外部連結
- Commune homepage （页面存档备份，存于） （德文）